# RuPaul's Drag Race All Stars (terza edizione)
La terza edizione di RuPaul's Drag Race All Stars è andata in onda negli Stati Uniti a partire dal 25 gennaio 2018. Questa stagione è stata annunciata nell'agosto del 2017, e il cast è stato rivelato durante uno special di VH1, intitolato "Exclusive Queen RuVeal", che è uscito il 20 ottobre 2017. Ma, verso la fine, RuPaul dice di aver rivelato solo nove delle dieci queen che avrebbero preso parte allo show.
In quest'edizione, come nella precedente, al posto dei "Lipsync For Your Life", ci sono i "Lipsync For Your Legacy" dove le queen che sono andate meglio nella sfida principale si devono scontrare e chi vince il playback, oltre a 10.000 dollari, riceve il potere di eliminare una delle concorrenti che è andata peggio nella puntata.
Nel primo episodio vengono mostrate tutte le queen, e prima di dare il via alla gara, RuPaul annuncia che la decima concorrente dello show è Bebe Zahara Benet, vincitrice della prima edizione del programma.
Trixie Mattel, vincitrice della terza edizione ha ricevuto come premio 100000 $, una fornitura di un anno cosmetici della Anastasia Beverly Hills Cosmetics, una corona e uno scettro di Fierce Drag Jewels. La proclamazione della vincitrice è avvenuta direttamente nell'ultima puntata.
Kennedy Davenport competerà nuovamente nella seconda edizione di Canada's Drag Race: Canada vs the World.  

## Concorrenti
Le dieci concorrenti che hanno preso parte al reality show sono:
| Concorrente         | Vero nome              | Età | Città                    | Edizione originale | Posizionamento edizione originale | Posizionamento |
| ------------------- | ---------------------- | --- | ------------------------ | ------------------ | --------------------------------- | -------------- |
| Trixie Mattel       | Brian Firkus           | 28  | Los Angeles – California | 7ª edizione        | 6º posto                          | Vincitore      |
| Kennedy Davenport   | Reuben Asberry Jr.     | 35  | Dallas – Texas           | 7ª edizione        | 4º posto                          | Finalista      |
| BeBe Zahara Benet   | Nea Marshall Kudi Ngwa | 36  | Minneapolis – Minnesota  | 1ª edizione        | Vincitore                         | 3º/4º posto    |
| Shangela            | D.J. Pierce            | 35  | Los Angeles – California | 2ª edizione        | 12º posto                         | 3º/4º posto    |
| Shangela            | D.J. Pierce            | 35  | Los Angeles – California | 3ª edizione        | 6º posto                          | 3º/4º posto    |
| Morgan McMichaels   | Thomas White           | 36  | Los Angeles – California | 2ª edizione        | 8º posto                          | 5º posto       |
| BenDeLaCreme        | Benjamin Putnam        | 35  | Seattle – Washington     | 6ª edizione        | 5º posto/Miss Simpatia            | 6º posto       |
| Aja                 | Venus Nadya Oshun      | 23  | Brooklyn – New York      | 9ª edizione        | 9º posto                          | 7º posto       |
| Chi Chi DeVayne (†) | Zavion Davenport       | 32  | Shreveport – Louisiana   | 8ª edizione        | 4º posto                          | 8º posto       |
| Milk                | Dan Donigan            | 29  | Syracuse – New York      | 6ª edizione        | 9º posto                          | 9º posto       |
| Thorgy Thor         | Shane Galligan         | 33  | Brooklyn – New York      | 8ª edizione        | 6º posto                          | 10º posto      |

## Tabella eliminazioni
| Ordine | Episodi  | Episodi  | Episodi  | Episodi  | Episodi  | Episodi  | Episodi  | Episodi           |
| Ordine | 1        | 2        | 3        | 4        | 5        | 6        | 7        | 8                 |
| ------ | -------- | -------- | -------- | -------- | -------- | -------- | -------- | ----------------- |
| 1      | BenDeLa  | Shangela | Kennedy  | Shangela | BeBe     | BeBe     | Shangela | Trixie Mattel     |
| 2      | Aja      | BenDeLa  | BenDeLa  | BenDeLa  | Trixie   | Shangela | Trixie   | Kennedy Davenport |
| 3      | Thorgy   | BeBe     | Trixie   | Aja      | Kennedy  | Trixie   | BeBe     | BeBe Zahara Benet |
| 4      | Shangela | Aja      | Shangela | BeBe     | BenDeLa  | Kennedy  | Kennedy  | Shangela          |
| 5      | BeBe     | Trixie   | BeBe     | Trixie   | Shangela | BenDeLa  | Morgan   |                   |
| 6      | Trixie   | Milk     | Aja      | Kennedy  | Aja      | Morgan   |          |                   |
| 7      | Kennedy  | Chi Chi  | Chi Chi  | Chi Chi  |          | Aja      |          |                   |
| 8      | Milk     | Kennedy  | Milk     |          |          | Chi Chi  |          |                   |
| 9      | Chi Chi  | Thorgy   |          |          |          | Milk     |          |                   |
| 10     | Morgan   |          |          |          |          | Thorgy   |          |                   |

Legenda:
     La concorrente ha vinto la gara
     La concorrente è arrivata in finale, ma non ha vinto
     La concorrente è arrivata in finale, ma è stato eliminato
     La concorrente ha vinto la sfida, si è esibita in playback e ha vinto
     La concorrente ha vinto la sfida, si è esibita in playback e ha perso
     La concorrente figura tra le prime ma non si è esibita in playback
     La concorrente è salva e accede alla puntata successiva (l'ordine di chiamata è casuale)
     La concorrente figura tra le ultime ma non è a rischio eliminazione
     La concorrente figura tra le ultime ed è a rischio eliminazione
     La concorrente è stato eliminata
     La concorrente è rientrata nella competizione
     La concorrente è candidata al ripescaggio, ma non è rientrata nella competizione
     La concorrente ha vinto la sfida, si è esibita in playback, ha vinto ma si è autoeliminata

## Giudici
- RuPaul
- Michelle Visage
- Carson Kressley
- Ross Mathews

### Giudici ospiti
- Todrick Hall
- Vanessa Williams
- Adam Lambert
- Jeffrey Bowyer-Chapman
- Vanessa Hudgens
- Tituss Burgess
- Kristin Chenoweth
- Shay Mitchell
- Chris Colfer
- Constance Zimmer
- Emma Bunton
- Garcelle Beauvais
- Nicole Byer

## Special guest
- Chad Michaels
- Alaska Thunderfuck 5000
- Marc Jacobs, stilista statunitense
- Nancy Pelosi, politica statunitense

## Riassunto episodi

### Episodio 1 -All-Star Variety Show
Il primo episodio della terza edizione si apre con Chad ed Alaska (vincitrici delle prime due edizioni di All Stars) che stanno discutendo di come il tempo sia passato velocemente, dato il fatto che sono già arrivati alla terza edizione di All Stars, e di cosa succederà in quest'edizione. L'abito e questo dialogo rimandano molto all'acclamata serie tv The Handmaid's Tale.
- La mini sfida: la puntata si apre con l'ingresso delle concorrenti iniziando con Trixie e finendo con Shangela. Quando RuPaul arriva, annuncia che ci sarà anche una decima queen, Bebe Zahara Benet, vincitrice della 1ª edizione. Tutto ciò crea scalpore tra le concorrenti e RuPaul dice che se Bebe vincerà questa stagione, lei sarà la prima queen ad avere vinto due volte. Poi annuncia che, anche in quest'edizione, ci saranno i "Lipsync For Your Legacy". Subito dopo, RuPaul introduce la prima mini sfida, dove i concorrenti dovranno "leggersi" a vicenda, ovvero dirsi qualcosa di cattivo l'un l'altra, ma in modo scherzoso. Il vincitore della mini sfida è BenDeLaCrème.
- La sfida principale: RuPaul annuncia che la sfida principale sarà una gara di talenti, come nell'edizione passata. Le concorrenti decidono di esibirsi nelle seguenti categorie:

| Concorrenti       | Talento dell'esibizione |
| ----------------- | ----------------------- |
| Shangela          | Danza                   |
| Bebe Zahara Benet | Danza Tribale           |
| Thorgy Thor       | Violino                 |
| Aja               | Danza                   |
| Kennedy Davenport | Danza                   |
| BenDeLaCrème      | Burlesque comico        |
| Chi Chi DeVayne   | Danza                   |
| Morgan McMichaels | Danza                   |
| Trixie Mattel     | Mandolino e Canto       |
| Milk              | Varietà                 |

Giudice ospite della puntata è Vanessa Hudgens. RuPaul decide che Trixie, Bebe, Milk e Kennedy sono salve e passeranno all'episodio successivo. Dopo le critiche da parte dei giudici, RuPaul decide che Aja e BenDeLaCrème sono le migliori della puntata, mentre Chi Chi DeVayne e Morgan McMichaels sono le peggiori. Shangela e Thorgy si posizionano a metà e sono salve. Le concorrenti vengono mandate nel backstage per decidere chi verrà eliminato. Ma prima di decidere, iniziano a pensare sotto quale aspetto verranno scelte le queen da eliminare, decidendo di basarsi sulle critiche dei giudici.
- L'eliminazione: BenDeLaCrème e Aja si esibiscono in playback sulla canzone Anaconda di Nicki Minaj. BenDeLaCrème viene dichiarata vincitrice del playback e rivela di aver scelto Morgan MicMichaels come concorrente da eliminare dalla competizione. Durante i saluti Morgan, come successo nella scorsa edizione, riceve un messaggio video da RuPaul, il quale le rivela che la "proteggerà", mentre dietro di lei appaiono Chad e Alaska.

### Episodio 2 -Divas Lip Sync Live
Il secondo episodio inizia con le concorrenti che rientrano nell'atelier e Ben si sente molto a disagio per il fatto che ha dovuto eliminare Morgan, per il meccanismo del gioco. Nel mentre, si scopre che Aja aveva invece scelto Chi Chi come concorrente da eliminare.
- La sfida principale: per questa sfida principale le concorrenti devono eseguire un numero di ballo cantando in playback le canzoni di RuPaul e impersonando delle dive della musica, in una spettacolo chiamato "VH1 Divas: A Tribute to RuPaul".

| Concorrenti             | Diva          | Canzone di RuPaul                      |
| ----------------------- | ------------- | -------------------------------------- |
| Aja                     | Amy Winehouse | U Wear It Well                         |
| Bebe Zahara Benet       | Diana Ross    | The Main Event                         |
| BenDeLaCreme            | Julie Andrews | Call Me Mother                         |
| Chi Chi DeVayne         | Patti LaBelle | Jealous of My Boogie                   |
| Kennedy Davenport       | Janet Jackson | Charisma, Uniqueness, Nerve and Talent |
| Milk                    | Céline Dion   | Peanut Butter                          |
| Shangela Laquifa Wadley | Mariah Carey  | The Realness                           |
| Thorgy Thor             | Stevie Nicks  | Born Naked                             |
| Trixie Mattel           | Dolly Parton  | Adrenaline                             |

Giudici ospiti della puntata sono Todrick Hall e Vanessa Williams. Il tema della sfilata di queste puntata è "RuDemption Runway", dove le concorrenti possono aggiornare un look della loro stagione che non era piaciuto molto. RuPaul decide che Trixie, Aja e Milk sono salve e passeranno all'episodio successivo. Ma, quando arrivarono nel retro del palco, si vede Milk che si è arrabbiata e ne parla con Trixie ed Aja, dicendo che si meritava di essere tra le migliori. Dopo le critiche da parte dei giudici, RuPaul decide che Shangela e BenDeLaCrème sono le migliori della puntata, mentre Kennedy Davenport e Thorgy Thor sono le peggiori. Chi Chi figura tra le ultime, Bebe fra le migliori, ma vengono salvate, quindi si posizionano a metà. Nel backstage, Milk parla della delusione di non essere tra le migliori e si mette a piangere.
- L'eliminazione: Shangela e BenDeLaCrème si esibiscono in playback sulla canzone Jump (For My Love) delle The Pointer Sisters. Shangela viene dichiarata vincitrice del playback e rivela di aver scelto Thorgy Thor come concorrente da eliminare dalla competizione. Durante i saluti Thorgy, come successo nell'episodio precedente, riceve un messaggio video da RuPaul, il quale le dice che in quel giorno ha ricevuto un regalo, o meglio coupon, mentre dietro appaiono Chad e Alaska.

### Episodio 3 -The B*tchelor
Il terzo episodio si apre con le concorrenti che ritornano nell'atelier e vedono il messaggio dello specchio lasciato da Thorgy, col disegno un pene, che alcune concorrenti trovano divertente e altre offensivo. Dopo, Ben rivela che anche lui aveva scelto come concorrente da eliminare Thorgy, e qui inizia un'altra discussione tra Kennedy, Milk e Shangela, iniziata dal fatto che Milk considerava peggiore la performance di Kennedy.
- La sfida principale: per questa sfida principale, le concorrenti devono partecipare a The Bitchelor (parodia del reality show, The Bachelor), venendo divise in coppie che dovranno interpretare dei personaggi che devono far innamorare, improvvisando uno sketch, di loro il Bitchelor, Jeffrey Bowyer-Chapman (che poi sarà il giudice speciale della settimana). Le coppie sono Kennedy (personaggio della "festaiola") con Aja (la "ragazza insicura"), Trixie (la "ragazza falsa") con Milk (la "stalker psicopatica"), Ben (la "cougar") con Bebe (la "verginella" timida che non vuole più esserlo), e infine Chi Chi con Shangela (la "coppia poligama", con Chi Chi è più interessata al Bitchelor e Shangela alla sua compagna).

Giudici ospiti della puntata sono Jeffrey Bowyer-Chapman e Constance Zimmer. Il tema della sfilata è "Wigs on Wigs on Wigs", consistente nell'indossare almeno una parrucca sotto un'altra parrucca, ispirato a un memorabile playback di Roxxxy Andrews nella quinta edizione, contro Alyssa Edwards. RuPaul decide che Shangela e Bebe sono salve e passano all'episodio successivo. Dopo le critiche da parte dei giudici, RuPaul decide che Kennedy Davenport e BenDeLaCrème sono le migliori della puntata, mentre Aja, Chi Chi DeVayne e Milk sono le peggiori. Trixie figura tra le migliori, ma è solo salva.
Nel backstage le migliori decidono chi eliminare, e Ben vuole parlare con le peggiori, mentre Kennedy non vuole parlare con nessuno, perché dice che ha già preso una decisione.
- L'eliminazione: Kennedy Davenport e BenDeLaCrème si esibiscono in playback sulla canzone Green Light di Lorde. Kennedy Davenport viene dichiarata vincitrice del playback e rivela di aver scelto Milk per l'eliminazione. Durante i saluti Milk, come successo negli episodi precedenti, riceve un messaggio da RuPaul, dove dice che non tutto è perduto, e dietro di lui, appaiono Chad ed Alaska.

### Episodio 4 -All Stars Snatch Game
Il quarto episodio si apre con le queen che ritornano nella Werk room e leggono sullo specchio il messaggio di Milk, in cui ha scritto che la sua eliminazione era stata sbagliata, ma Kennedy dice che non è sbagliata se hai fatto schifo nella sfida. Poi, Ben rivela che aveva scelto Chi Chi per eliminare, ma quest'ultima non ne è offesa perché ritiene la sua performance comunque non ottimale.
- La sfida principale: per questa sfida principale, le concorrenti giocheranno al gioco Snatch Game, versione drag del gioco americano The Match Game. Le partecipanti devono scegliere una celebrità e impersonarla per l'intero gioco. Michelle Visage e Carson Kressley saranno i finti concorrenti per il gioco. Mentre le queen si preparano alla sfida, Shangela nota che appeso al muro c'è un biglietto di Thorgy, che diceva che le sgualdrine cattive dovevano andare al quel paese, col nome cancellato di Shangela sotto. Quest'ultima si arrabbia perché pensa che Trixie l'abbia messo in bella vista di proposito, mentre lei dice che lo ha tenuto solo per memoria sua. Poi Shangela e Trixie fanno pace.

Durante la sfida principale, per la prima volta nella storia del programma il giudice speciale della puntata appare come concorrente nello Snatch Game, ovvero Kristin Chenoweth. Le celebrità scelte dai concorrenti sono state: 
| Concorrente             | Celebrità impersonata |
| ----------------------- | --------------------- |
| Aja                     | Crystal Labeija       |
| Bebe Zahara Benet       | Grace Jones           |
| BenDeLaCrème            | Paul Lynde            |
| Chi Chi DeVayne         | Maya Angelou          |
| Kennedy Davenport       | Phaedra Parks         |
| Shangela Laquifa Wadley | Jenifer Lewis         |
| Trixie Mattel           | RuPaul                |

Giudici ospiti della puntata sono Nicole Byer e Kristin Chenoweth. Il tema della sfilata di questa puntata è "Flower Power", dove le concorrenti devono sfoggiare dei look floreali. Subito dopo la fine della sfilata, RuPaul dichiara migliori della puntata Shangela e BenDeLaCrème, senza consultarsi con gli altri giudici. Ciò rende Ben la prima queen nella storia del programma a vincere quattro sfide di fila. Dopo le critiche dei giudici, RuPaul decide che le peggiori sono Chi Chi DeVayne, Kennedy Davenport e Trixie Mattel. Aja e Bebe si piazzano a metà e sono salve.
- L'eliminazione: Shangela e BenDeLaCrème si esibiscono in playback sulla canzone I Kissed A Girl di Katy Perry. Shangela viene dichiarata vincitrice e RuPaul annuncia che anche BenDeLaCrème ha vinto, pareggiando. Entrambe rivelano di aver scelto Chi Chi come concorrente da eliminare. Durante i saluti Chi Chi, come successo negli episodi precedenti, riceve un messaggio da RuPaul e dietro di lui appaiono Chad ed Alaska.

### Episodio 5 -Pop Art Ball
Il quinto episodio si apre con le queen che ritornano nell'atelier e Trixie ringrazia Shangela per averle dato una seconda occasione. Poi Ben dice che ha basato la sua scelta in base alle statistiche, e che se mai sarà di nuovo fra le migliori si baserà sempre su questo fatto.
- La mini sfida: le concorrenti dovranno posare per delle foto in stile Pop Art, inspirate ad Andy Warhol, che poi sarà anche il tema della sfida principale. La vincitrice è Aja.
- La sfida principale: le concorrenti dovranno creare dal nulla due look differenti, nell'Andy Warhol Ball: il primo sarà un look ispirato al suo barattolo di zuppa Campbell's, del quale dovranno anche creare una propria ricetta; il secondo ai look da discoteca anni ottanta e settanta. Durante la creazione degli outfit, Shangela ha dei problemi nel cucire, e Trixie le dà una mano anche come ringraziamento per il salvataggio nell'episodio precedente. A Bebe dà invece una mano Aja.

Giudici ospiti della puntata sono Tituss Burgess e Shay Mitchell. Dopo le critiche dei giudici, RuPaul decide che le migliori sono Bebe Zahara Benet e Trixie Mattel, Kennedy e Ben sono salve, Shangela e Aja le peggiori.
- L'eliminazione: Bebe Zahara Benet e Trixie Mattel si esibiscono in playback sulla canzone The Boss di Diana Ross. Bebe Zahara Benet viene dichiarata vincitrice e rivela di aver scelto Aja come concorrente da eliminare. Durante i saluti Aja, come successo negli episodi precedenti, riceve un messaggio da RuPaul, dicendo che il conto tornerà indietro, e dietro lei appaiono Chad ed Alaska. Prima della fine dell'episodio, si vede RuPaul che chiama Chad ed Alaska, e chiede loro se sono riuscite a ripescare tutte le concorrenti precedentemente eliminate; salgono sul palco solamente tre concorrenti su cinque eliminate, ma non si vede il loro volto.

### Episodio 6 -Handmaids to Kitty Girls
Il sesto episodio si apre con la stessa scena finale dell'episodio precedente, e vengono svelate Morgan, Aja e Chi Chi. Poi RuPaul chiede perché ci siano solo tre concorrenti, e subito dopo Milk e Thorgy arrivano sul palco, scsandosi per il ritardo.
Intanto nell'atelier, Trixie rivela di aver scelto anche lei Aja, perché Shangela l'aveva salvata l'episodio precedente, ma anche perché la media delle sue esibizioni era migliore.
- La sfida principale: le concorrenti dovranno esibirsi come un gruppo musicale in una canzone creata da loro, scegliere le caratteristiche del proprio personaggio e indossare un look che le rispecchi. Ma prima di dare inizio alla sfida, chiama indietro nella competizione le concorrenti eliminate, che pure dovranno esibirsi e saranno il gruppo rivale all'altro. Due dei componenti del gruppo vincente si sarebbero poi esibiti nel playback finale e scegliere chi eliminare tra le concorrenti rimaste. Il posto dell'eliminata sarebbe stato preso da una delle concorrenti ripescate. Quando RuPaul se ne va, le concorrenti iniziano a chiacchierare, spegando le ragioni delle eliminazioni, e di alcuni messaggi rancorosi da parte delle eliminate.

| Gruppo                  | Componenti              | Nome          | Brano della performance |
| ----------------------- | ----------------------- | ------------- | ----------------------- |
| "The Eliminated Queens" | Aja                     | Lil' Banjee   | "Sitting On A Secret"   |
| "The Eliminated Queens" | Chi Chi DeVayne         | Cajun Kitty   | "Sitting On A Secret"   |
| "The Eliminated Queens" | Milk                    | Milky Kitty   | "Sitting On A Secret"   |
| "The Eliminated Queens" | Morgan McMichaels       | Bimbo Kitty   | "Sitting On A Secret"   |
| "The Eliminated Queens" | Thorgy Thor             | Cardio Kitty  | "Sitting On A Secret"   |
| "Top Five All Star"     | Bebe Zahara Benet       | Jungle Kitty  | "Drag Up Your Life"     |
| "Top Five All Star"     | BenDeLaCrème            | Goth Kitty    | "Drag Up Your Life"     |
| "Top Five All Star"     | Kennedy Davenport       | Diva Kitty    | "Drag Up Your Life"     |
| "Top Five All Star"     | Shangela Laquifa Wadley | Sparkle Kitty | "Drag Up Your Life"     |
| "Top Five All Star"     | Trixie Mattel           | I.Q. Kitty    | "Drag Up Your Life"     |

Giudici ospiti della puntata sono Adam Lambert ed Emma Bunton. Dopo le performance di entrambi i gruppi, RuPaul sceglie come vincente il gruppo delle Kitty Girls, e come migliori della puntata BenDeLaCrème e Bebe Zahara Benet, come peggiori Kennedy, Shangela e Trixie. 
- L'eliminazione: BenDeLaCrème e Bebe Zahara Benet si esibiscono in playback sulla canzone Nobody's Supposed To Be Here di Deborah Cox. BenDeLaCrème viene dichiarata vincitrice del playback e rivela di aver scelto Morgan McMichaels come concorrente da far ritornare nella competizione, poi rivela, in deroga al regolamento, di aver deciso di autoeliminarsi, sorprendendo la giuria e le colleghe.

### Episodio 7 -My Best Squirrelfriend's Dragsmaids Wedding Trip
Il settimo episodio si apre con le concorrenti che ritornano nell'atelier, dopo la scioccante eliminazione di Ben. Bebe, per non creare contrasti tra le ultime concorrenti, rifiuta inoltre di rivelare chi avesse scelto per reintrare in gioco e chi per eliminare.
Quando RuPaul entra nell'atelier per annunciare la sfida principale, assieme a Nancy Pelosi.
- La sfida principale: le concorrenti dovranno recitare nel film My Best Squirrelfriend's Dragsmaids Wedding Trip, parodia dei "film Blockbuster" da quattro soldi. Morgan viene incaricato di scegliere i ruoli che le concorrenti dovranno interpretare, ispirati alle vincitrici di premi più famose.

| Concorrente             | Personaggio interpretato |
| ----------------------- | ------------------------ |
| Bebe Zahara Benet       | The Queen                |
| Kennedy Davenport       | La La                    |
| Morgan McMichaels       | Beige Swan               |
| Shangela Laquifa Wadley | Actavia                  |
| Trixie Mattel           | Sharon Frockovich        |

Giudici ospiti della puntata sono Chris Colfer e Garcelle Beauvais. Il tema della sfilata è Red for Filth, dove le concorrenti devono sfoggiare un look tutto rosso. Dopo le critiche dei giudici, RuPaul annuncia che Shangela e Trixie Mattel sono le migliori della puntata, mentre tutte le altre sono automaticamente le peggiori, a rischio eliminazione. 
- L'eliminazione: Shangela e Trixie Mattel si esibiscono in playback sulla canzone Freaky Money di RuPaul e Big Freedia. Shangela viene dichiarata vincitrice del playback e rivela di aver scelto Morgan McMichaels come concorrente da eliminare dalla competizione.

### Episodio 8 -A Jury of Their Queers
L'ottavo ed ultimo episodio della stagione si apre con le quattro finaliste che ritornano nell'atelier e con Trixie che rivela di aver scelto anche lei Morgan come concorrente da eliminare. Poi si discute su chi riuscirà a vincere quest'edizione.
Per l'ultima prova, prima di incoronare la vincitrice, le concorrenti devono comporre un pezzo, cantare ed esibirsi sulla canzone di RuPaul, Kitty Girl. Ma, prima di dare il via alla sfida, RuPaul annuncia che le concorrenti precedentemente eliminate sarebbero anche "ritornate" di nuovo.
Per la coreografia, le concorrenti hanno come istruttore, Todrick Hall. Durante la prova per la coreografia, Bebe e Kennedy hanno problemi con dei passi, e Todrick, si arrabbia dicendo che sono scordinate. Infine, Todrick annuncia che per la prima volta nella storia del programma, le concorrenti avrebbero eseguito il brano e la coreografia in presa diretta, in un unico piano sequenza dal backstage alla passerella, senza la possibilità di compiere alcun errore.
I giudici della puntata sono: RuPaul, Michelle Visage, Ross Mathews e Carson Kressley. Il tema della sfilata è Best Drag Eleganza Extravaganza, dedicato al migliore abito da passarella.
Alla fine della sfilata, RuPaul annuncia che in quest'edizione le due concorrenti finaliste sarebbero state scelte dalle colleghe precedentemente eliminate, dopo aver ascoltato le critiche dei giudici alle finaliste.
Infine, Morgan McMichaels annuncia che il lipsync finale sarà fra Kennedy Davenport e Trixie Mattel, che si esibiranno sulla canzone Wrecking Ball di Miley Cyrus: Bebe e Shangela sono eliminate).
Dopo l'esibizione, RuPaul decide che Trixie Mattel è la vincitrice della terza edizione di RuPaul's Drag Race All Stars.